# 週に一度クラスメイトを買う話
『週に一度クラスメイトを買う話』（しゅうにいちどクラスメイトをかうはなし）は、羽田宇佐による日本のライトノベル。「カクヨム」にて2020年2月から連載され、書籍版が富士見ファンタジア文庫（KADOKAWA）にて2023年2月から刊行されている。イラストはU35が担当している。略称は「週クラ」。
「第7回カクヨムWeb小説コンテスト」で特別賞（ラブコメ[ライトノベル]部門）を受賞。「ラノベニュースオンラインアワード2023年6月刊」の投票アンケートでは、本作の第2巻が「萌えた部門」と「新作総合部門」で選出された。『このライトノベルがすごい！2024』では文庫部門9位、新作部門7位をそれぞれ獲得している。「次にくるライトノベル大賞」文庫部門では2023年版で8位、2024年版では4位をそれぞれ獲得している。
メディアミックスとして右腹によるコミカライズが、『週に一度クラスメイトを買う話 〜ふたりの時間、言い訳の五千円〜』というタイトルでヤングチャンピオン烈』（秋田書店）にて2024年Vol.7（6月18日発売）に掲載されたのち、『ヤンチャンweb』にて連載中。

## あらすじ
宮城は週に一度、クラスメイトの仙台に五千円を払う。五千円は仙台の三時間を買うためのもので、宮城は彼女に命令をする権利を得る。スクールカースト下位の宮城と上位の仙台。学校で交わることのない二人は、そういう契約で放課後を一緒に過ごしていた。宮城がする命令はその日の気分で決まり、仙台は逆らうことができない。ある日の放課後、宮城は仙台を自分の部屋に呼び出し、いつもはしない命令をする。

## 登場人物
宮城志緒理（みやぎ しおり）
声 - Lynn（PV）
あまり自分のことは話さず、少数の友達と交流するタイプの女子高生。スクールカーストの底辺ではないが、二軍の下。家に人を呼ぶことはあまりなく、ほぼ仙台のみ。実は寂しがり屋。身長157cm
仙台葉月（せんだい はづき）
声 - 市ノ瀬加那（PV）
明るい世渡り上手な女子高生。スクールカーストの上位の下で、クラスでも目立つ方。モテる。人に合わせることが得意。いい加減に見せているが、根は真面目。身長163cm
宇都宮舞香（うつのみや まいか）
宮城の友人。穏やかで人当たりが良い。身長158cm
白川亜美（しらかわ あみ）
宮城の友人。明るく元気。
茨木羽美奈（いばらき うみな）
仙台の友人。スクールカーストの上位。短気で怒りっぽい。ドラマが好き。

## 既刊一覧

### 小説
- 羽田宇佐（著）・U35（イラスト）、KADOKAWA〈富士見ファンタジア文庫〉、既刊7巻（2025年8月20日現在）
  - 『週に一度クラスメイトを買う話 〜ふたりの時間、言い訳の五千円〜』、2023年2月17日発売[15]、ISBN 978-4-04-074878-8
  - 『週に一度クラスメイトを買う話2 〜ふたりの時間、言い訳の五千円〜』、2023年6月20日発売[16]、ISBN 978-4-04-075028-6
  - 『週に一度クラスメイトを買う話3 〜ふたりの時間、言い訳の五千円〜』、2023年12月20日発売[17]、ISBN 978-4-04-075179-5
  - 『週に一度クラスメイトを買う話4 〜ふたりの時間、言い訳の五千円〜』、2024年4月19日発売[18]、ISBN 978-4-04-075380-5
  - 『週に一度クラスメイトを買う話5 〜ふたりの秘密は一つ屋根の下〜』、2024年10月19日発売[19]、ISBN 978-4-04-075527-4
  - 『週に一度クラスメイトを買う話6 〜ふたりの秘密は一つ屋根の下〜』、2025年2月20日発売[20]、ISBN 978-4-04-075773-5
  - 『週に一度クラスメイトを買う話7 〜ふたりの秘密は一つ屋根の下〜』、2025年8月20日発売[21]、ISBN 978-4-04-075975-3

### 漫画
- 右腹（漫画）・羽田宇佐（原作）・U35（キャラクター原案） 『週に一度クラスメイトを買う話 〜ふたりの時間、言い訳の五千円〜』 秋田書店〈ヤングチャンピオン・コミックス〉、既刊1巻（2025年2月27日現在）
  1. 2025年2月27日発売[22][23]、ISBN 978-4-253-31233-2